# Morska biološka postaja
Morska biološka postaja Piran (skrajšano MBP) je organizacijska enota Nacionalnega inštituta za biologijo iz Ljubljane, ustanovljena leta 1969. Je edina slovenska znanstvena ustanova, ki se ukvarja z raziskovanjem Jadranskega morja in spremljanjem njegove kvalitete.
Skupina, ki šteje okrog 30 redno zaposlenih, razpolaga z lastno zgradbo, ki se nahaja na Fornačah na severni obali Piranskega zaliva, in 12-metrskim raziskovalnim plovilom.